# Sherburn (Yorkshire du Nord)
Pour les articles homonymes, voir Sherburn.
Sherburn est un village et une paroisse civile du Yorkshire du Nord, en Angleterre.